# 安和街道 (郴州市)
安和街道是中华人民共和国湖南省郴州市北湖区下辖的一个街道办事处。

## 行政区划
安和街道下辖以下村级行政区划单位：
万华社区、新田岭村、大树下村、坦山村、安和村、下凤村和雷大桥村。